# Huskvarnaån
Huskvarnaån is een rivier in Zweden, in de provincie Jönköping.
De rivier krijgt zijn watertoevoer uit verschillende meren in het Zuid-Zweedse hoogland en zoekt zijn weg ongeveer van zuidoost naar noordwest door de streek rondom Nässjö om in de stad Huskvarna (waaraan hij zijn naam heeft genomen, nu deel van de agglomeratie Jönköping) uit te monden in het grote Vättermeer.
Aan de oever van de rivier, nabij de watervallen, werd in 1689 een fabriek opgericht die de naam Husqvarna wereldberoemd zou maken.
Detail: Toen in 1906 door de grote spellinghervorming op initiatief van minister Fridtjuv Berg in de meeste Zweedse woorden de letter q vervangen werd door de letter k, veranderde wel de officiële schrijfwijze van de naam van de rivier en van de stad (Huskvarna), maar volgde het bedrijf niet en hield het zijn oude naam Husqvarna.